# Élections municipales de 2014 dans le Gers
Les élections municipales se sont déroulées les 23 et 30 mars 2014 dans le Gers.

## Maires sortants et maires élus
Hormis le gain de Cazaubon par le PS, la gauche cède Condom, Riscle et Vic-Fezensac à la droite. Ces revers sont quelque peu compensés par la réélection du maire socialiste d'Auch. Les écologistes s'imposent à Valence-sur-Baïse tandis que l'UDI se maintient à Eauze, Gimont et Seissan. Le MoDem est battu à Ségoufielle par la droite.
| Commune            | Population | Maire sortant           | Parti | Parti | Maire élu                  | Parti | Parti |
| ------------------ | ---------- | ----------------------- | ----- | ----- | -------------------------- | ----- | ----- |
| Aubiet             | 1 127      | Jean-Vincent Pisoni     |       | DVG   | Jean-Vincent Pisoni        |       | DVG   |
| Auch               | 21 871     | Franck Montaugé         |       | PS    | Franck Montaugé            |       | PS    |
| Barcelonne-du-Gers | 1 322      | Jacques Gaïotti         |       | PS    | Jacques Gaïotti            |       | PS    |
| Castelnau-d'Auzan  | 1 065      | Philippe Beyries        |       | UMP   | Philippe Beyries           |       | UMP   |
| Cazaubon           | 1 728      | Claude Sainrapt         |       | UMP   | Jean-Michel Augre          |       | PS    |
| Condom             | 6 925      | Bernard Gallardo        |       | PS    | Gérard Dubrac              |       | UMP   |
| Eauze              | 4 020      | Michel Gabas            |       | UDI   | Michel Gabas               |       | UDI   |
| Fleurance          | 6 292      | Raymond Vall            |       | PRG   | Raymond Vall               |       | PRG   |
| Gimont             | 2 817      | Pierre Duffaut          |       | UDI   | Pierre Duffaut             |       | UDI   |
| Gondrin            | 1 143      | Didier Dupront          |       | PS    | Didier Dupront             |       | PS    |
| Jegun              | 1 139      | Alain Descousse         |       | PCF   | Alain Descousse            |       | PCF   |
| L'Isle-Jourdain    | 7 356      | Alain Tourné            |       | PS    | Francis Idrac              |       | PS    |
| Le Houga           | 1 182      | Pierre Guichanné        |       | PS    | Patricia Feuillet-Galabert |       | PS    |
| Lectoure           | 3 776      | Gérard Duclos           |       | PS    | Gérard Duclos              |       | PS    |
| Lombez             | 1 966      | Jean Loubon             |       | PRG   | Jean-Pierre Cot            |       | PRG   |
| Marciac            | 1 241      | Jean-Louis Guilhaumon   |       | PS    | Jean-Louis Guilhaumon      |       | PS    |
| Masseube           | 1 600      | Jean-Pierre Bru         |       | PS    | Jean-Pierre Bru            |       | PS    |
| Mauvezin           | 2 009      | Yvon Montané            |       | PS    | Gérard Marcet              |       | PCF   |
| Miélan             | 1 213      | Jacques Bernès-Lasserre |       | DVG   | Jean-Loup Arenou           |       | DVG   |
| Mirande            | 3 667      | Pierre Beaudran         |       | UMP   | Pierre Beaudran            |       | UMP   |
| Montréal           | 1 211      | Gérard Bezerra          |       | UMP   | Gérard Bezerra             |       | UMP   |
| Nogaro             | 1 985      | Christian Peyret        |       | PS    | Christian Peyret           |       | PS    |
| Pavie              | 2 402      | Jean Gaillard           |       | PS    | Jean Gaillard              |       | PS    |
| Plaisance          | 1 466      | Régis Soubabère         |       | UMP   | Régis Soubabère            |       | UMP   |
| Preignan           | 1 237      | Pascal Mercier          |       | PS    | Pascal Mercier             |       | PS    |
| Pujaudran          | 1 369      | Roger Heiniger          |       | DVG   | Roger Heiniger             |       | DVG   |
| Riscle             | 1 719      | Guy Darrieux            |       | PS    | Christophe Terrain         |       | UMP   |
| Saint-Clar         | 1 006      | David Taupiac           |       | PS    | David Taupiac              |       | PS    |
| Samatan            | 2 350      | Pierre Chaze            |       | PS    | Hervé Lefebvre             |       | PS    |
| Ségoufielle        | 1 011      | Alain Lobry             |       | MoDem | Georges Belou              |       | DVD   |
| Seissan            | 1 082      | François Rivière        |       | UDI   | François Rivière           |       | UDI   |
| Valence-sur-Baïse  | 1 160      | Paul Caperan            |       | PCF   | Bernard Rambour            |       | EELV  |
| Vic-Fezensac       | 3 639      | Michel Sanroma          |       | PS    | Michel Espie               |       | DVD   |

### Résultats en nombre de maires
| Partis       | Partis                               | Maires sortants | Maires élus | Évolution     |
| ------------ | ------------------------------------ | --------------- | ----------- | ------------- |
|              | Parti socialiste                     | 17              | 14          | 3             |
|              | Divers gauche                        | 3               | 3           | en stagnation |
|              | Parti communiste français            | 2               | 2           | en stagnation |
|              | Parti radical de gauche              | 2               | 2           | en stagnation |
|              | Europe Écologie Les Verts            | 0               | 1           | 1             |
| Total gauche | Total gauche                         | 24              | 22          | 2             |
|              | Union pour un mouvement populaire    | 5               | 6           | 1             |
|              | Union des démocrates et indépendants | 3               | 3           | en stagnation |
|              | Mouvement démocrate                  | 1               | 0           | 1             |
|              | Divers droite                        | 0               | 2           | 2             |
| Total droite | Total droite                         | 9               | 11          | 2             |
| Total        | Total                                | 33              | 33          | -             |

## Résultats dans les communes de plus de1 000 habitants

### Aubiet
- Maire sortant : Jean-Vincent Pisoni
- 15 sièges à pourvoir au conseil municipal (population légale 2011 : 1 127 habitants)
- 5 sièges à pourvoir au conseil communautaire (CC des Coteaux Arrats Gimone)

|                          | Jean-Vincent Pisoni * | DVG            | 399 | 64,25  | 13 | 4 |  |  |
|                          | Michel Angelé         | DVG            | 222 | 35,74  | 2  | 1 |  |  |
|                          |                       |                |     |        |    |   |  |  |
| Inscrits                 | Inscrits              | Inscrits       | 835 | 100,00 |    |   |  |  |
| Abstentions              | Abstentions           | Abstentions    | 165 | 19,76  |    |   |  |  |
| Votants                  | Votants               | Votants        | 670 | 80,24  |    |   |  |  |
| Blancs et nuls           | Blancs et nuls        | Blancs et nuls | 49  | 7,31   |    |   |  |  |
| Exprimés                 | Exprimés              | Exprimés       | 621 | 92,69  |    |   |  |  |
| * Liste du maire sortant |                       |                |     |        |    |   |  |  |

### Auch
- Maire sortant : Franck Montaugé (PS)
- 35 sièges à pourvoir au conseil municipal (population légale 2011 : 21 871 habitants)
- 26 sièges à pourvoir au conseil communautaire (CA Grand Auch Cœur de Gascogne)

|                          | Franck Montaugé * | PS             | 4 394  | 51,88  | 28 | 20 |  |  |
|                          | Pierre Tabarin    | DVD            | 1 482  | 17,50  | 3  | 2  |  |  |
|                          | Christel Dulhoste | UMP            | 1 137  | 13,42  | 2  | 2  |  |  |
|                          | Joëlle Reynaud    | FG             | 734    | 8,66   | 1  | 1  |  |  |
|                          | Alexis Boudaud    | SE             | 721    | 8,51   | 1  | 1  |  |  |
|                          |                   |                |        |        |    |    |  |  |
| Inscrits                 | Inscrits          | Inscrits       | 15 403 | 100,00 |    |    |  |  |
| Abstentions              | Abstentions       | Abstentions    | 6 530  | 42,39  |    |    |  |  |
| Votants                  | Votants           | Votants        | 8 873  | 57,61  |    |    |  |  |
| Blancs et nuls           | Blancs et nuls    | Blancs et nuls | 405    | 4,56   |    |    |  |  |
| Exprimés                 | Exprimés          | Exprimés       | 8 468  | 95,44  |    |    |  |  |
| * Liste du maire sortant |                   |                |        |        |    |    |  |  |

### Barcelonne-du-Gers
- Maire sortant : Jacques Gaïotti (PS)
- 15 sièges à pourvoir au conseil municipal (population légale 2011 : 1 322 habitants)
- 3 sièges à pourvoir au conseil communautaire (CC d'Aire-sur-l'Adour)

|                | Jacques Gaïotti | PS             | 625   | 100,00 | 15 | 3 |  |  |
|                |                 |                |       |        |    |   |  |  |
| Inscrits       | Inscrits        | Inscrits       | 1 053 | 100,00 |    |   |  |  |
| Abstentions    | Abstentions     | Abstentions    | 289   | 27,45  |    |   |  |  |
| Votants        | Votants         | Votants        | 764   | 72,55  |    |   |  |  |
| Blancs et nuls | Blancs et nuls  | Blancs et nuls | 139   | 18,19  |    |   |  |  |
| Exprimés       | Exprimés        | Exprimés       | 625   | 81,81  |    |   |  |  |

### Castelnau-d'Auzan
- Maire sortant : Philippe Beyries
- 15 sièges à pourvoir au conseil municipal (population légale 2011 : 1 065 habitants)
- 3 sièges à pourvoir au conseil communautaire (CC du Grand Armagnac)

|                          | Philippe Beyries *           | DVD            | 452 | 68,90  | 13 | 3 |  |  |
|                          | Marie-Thérèse Pascual-lacour | PS             | 204 | 31,09  | 2  |   |  |  |
|                          |                              |                |     |        |    |   |  |  |
| Inscrits                 | Inscrits                     | Inscrits       | 888 | 100,00 |    |   |  |  |
| Abstentions              | Abstentions                  | Abstentions    | 172 | 19,37  |    |   |  |  |
| Votants                  | Votants                      | Votants        | 716 | 80,63  |    |   |  |  |
| Blancs et nuls           | Blancs et nuls               | Blancs et nuls | 60  | 8,38   |    |   |  |  |
| Exprimés                 | Exprimés                     | Exprimés       | 656 | 91,62  |    |   |  |  |
| * Liste du maire sortant |                              |                |     |        |    |   |  |  |

### Cazaubon
- Maire sortant : Claude Sainrapt (UMP)
- 19 sièges à pourvoir au conseil municipal (population légale 2011 : 1 728 habitants)
- 7 sièges à pourvoir au conseil communautaire (CC du Grand Armagnac)

|                | Jean-Michel Augre | PS             | 528   | 54,82  | 15 | 6 |  |  |
|                | Didier Expert     | UMP            | 435   | 45,17  | 4  | 1 |  |  |
|                |                   |                |       |        |    |   |  |  |
| Inscrits       | Inscrits          | Inscrits       | 1 294 | 100,00 |    |   |  |  |
| Abstentions    | Abstentions       | Abstentions    | 281   | 21,72  |    |   |  |  |
| Votants        | Votants           | Votants        | 1 013 | 78,28  |    |   |  |  |
| Blancs et nuls | Blancs et nuls    | Blancs et nuls | 50    | 4,94   |    |   |  |  |
| Exprimés       | Exprimés          | Exprimés       | 963   | 95,06  |    |   |  |  |

### Condom
- Maire sortant : Bernard Gallardo (PS)
- 29 sièges à pourvoir au conseil municipal (population légale 2011 : 6 925 habitants)
- 20 sièges à pourvoir au conseil communautaire (CC de la Ténarèze)

|                          | Gérard Dubrac      | UMP            | 2 091 | 58,50  | 23 | 16 |  |  |
|                          | Bernard Gallardo * | PS             | 1 483 | 41,49  | 6  | 4  |  |  |
|                          |                    |                |       |        |    |    |  |  |
| Inscrits                 | Inscrits           | Inscrits       | 5 066 | 100,00 |    |    |  |  |
| Abstentions              | Abstentions        | Abstentions    | 1 246 | 24,60  |    |    |  |  |
| Votants                  | Votants            | Votants        | 3 820 | 75,40  |    |    |  |  |
| Blancs et nuls           | Blancs et nuls     | Blancs et nuls | 246   | 6,44   |    |    |  |  |
| Exprimés                 | Exprimés           | Exprimés       | 3 574 | 93,56  |    |    |  |  |
| * Liste du maire sortant |                    |                |       |        |    |    |  |  |

### Eauze
- Maire sortant : Michel Gabas (UDI)
- 27 sièges à pourvoir au conseil municipal (population légale 2011 : 4 020 habitants)
- 10 sièges à pourvoir au conseil communautaire (CC du Grand Armagnac)

|                          | Michel Gabas * | UMP-UDI        | 1 269 | 59,63  | 22 | 8 |  |  |
|                          | Carole Rolando | PS             | 859   | 40,36  | 5  | 2 |  |  |
|                          |                |                |       |        |    |   |  |  |
| Inscrits                 | Inscrits       | Inscrits       | 2 953 | 100,00 |    |   |  |  |
| Abstentions              | Abstentions    | Abstentions    | 705   | 23,87  |    |   |  |  |
| Votants                  | Votants        | Votants        | 2 248 | 76,13  |    |   |  |  |
| Blancs et nuls           | Blancs et nuls | Blancs et nuls | 120   | 5,34   |    |   |  |  |
| Exprimés                 | Exprimés       | Exprimés       | 2 128 | 94,66  |    |   |  |  |
| * Liste du maire sortant |                |                |       |        |    |   |  |  |

### Fleurance
- Maire sortant : Raymond Vall (PRG)
- 29 sièges à pourvoir au conseil municipal (population légale 2011 : 6 292 habitants)
- 20 sièges à pourvoir au conseil communautaire (CC de la Lomagne gersoise)

|                          | Raymond Vall *  | PS-PCF-EELV    | 2 029 | 64,22  | 24 | 17 |  |  |
|                          | Grégory Bobbato | UDI            | 1 130 | 35,77  | 5  | 3  |  |  |
|                          |                 |                |       |        |    |    |  |  |
| Inscrits                 | Inscrits        | Inscrits       | 4 937 | 100,00 |    |    |  |  |
| Abstentions              | Abstentions     | Abstentions    | 1 561 | 31,62  |    |    |  |  |
| Votants                  | Votants         | Votants        | 3 376 | 68,38  |    |    |  |  |
| Blancs et nuls           | Blancs et nuls  | Blancs et nuls | 217   | 6,43   |    |    |  |  |
| Exprimés                 | Exprimés        | Exprimés       | 3 159 | 93,57  |    |    |  |  |
| * Liste du maire sortant |                 |                |       |        |    |    |  |  |

### Gimont
- Maire sortant : Pierre Duffaut
- 23 sièges à pourvoir au conseil municipal (population légale 2011 : 2 817 habitants)
- 12 sièges à pourvoir au conseil communautaire (CC des Coteaux Arrats Gimone)

|                          | Pierre Duffaut * | DVD            | 899   | 61,15  | 19 | 10 |  |  |
|                          | Bruno Gabriel    | DVG            | 571   | 38,84  | 4  | 2  |  |  |
|                          |                  |                |       |        |    |    |  |  |
| Inscrits                 | Inscrits         | Inscrits       | 2 322 | 100,00 |    |    |  |  |
| Abstentions              | Abstentions      | Abstentions    | 766   | 32,99  |    |    |  |  |
| Votants                  | Votants          | Votants        | 1 556 | 67,01  |    |    |  |  |
| Blancs et nuls           | Blancs et nuls   | Blancs et nuls | 86    | 5,53   |    |    |  |  |
| Exprimés                 | Exprimés         | Exprimés       | 1 470 | 94,47  |    |    |  |  |
| * Liste du maire sortant |                  |                |       |        |    |    |  |  |

### Gondrin
- Maire sortant : Didier Dupront (PS)
- 15 sièges à pourvoir au conseil municipal (population légale 2011 : 1 143 habitants)
- 3 sièges à pourvoir au conseil communautaire (CC du Grand Armagnac)

|                          | Didier Dupront * | PS             | 466 | 100,00 | 15 | 3 |  |  |
|                          |                  |                |     |        |    |   |  |  |
| Inscrits                 | Inscrits         | Inscrits       | 939 | 100,00 |    |   |  |  |
| Abstentions              | Abstentions      | Abstentions    | 308 | 32,80  |    |   |  |  |
| Votants                  | Votants          | Votants        | 631 | 67,20  |    |   |  |  |
| Blancs et nuls           | Blancs et nuls   | Blancs et nuls | 165 | 26,15  |    |   |  |  |
| Exprimés                 | Exprimés         | Exprimés       | 466 | 73,85  |    |   |  |  |
| * Liste du maire sortant |                  |                |     |        |    |   |  |  |

### Jegun
- Maire sortant : Alain Descousse (PCF)
- 15 sièges à pourvoir au conseil municipal (population légale 2011 : 1 139 habitants)
- 4 sièges à pourvoir au conseil communautaire (CA Grand Auch Cœur de Gascogne)

|                          | Alain Descousse * | DVG            | 539 | 78,57  | 14 | 4 |  |  |
|                          | Agnès Ragaru      | DVG            | 147 | 21,42  | 1  |   |  |  |
|                          |                   |                |     |        |    |   |  |  |
| Inscrits                 | Inscrits          | Inscrits       | 872 | 100,00 |    |   |  |  |
| Abstentions              | Abstentions       | Abstentions    | 153 | 17,55  |    |   |  |  |
| Votants                  | Votants           | Votants        | 719 | 82,45  |    |   |  |  |
| Blancs et nuls           | Blancs et nuls    | Blancs et nuls | 33  | 4,59   |    |   |  |  |
| Exprimés                 | Exprimés          | Exprimés       | 686 | 95,41  |    |   |  |  |
| * Liste du maire sortant |                   |                |     |        |    |   |  |  |

### L'Isle-Jourdain
- Maire sortant : Alain Tourné (PS)
- 29 sièges à pourvoir au conseil municipal (population légale 2011 : 7 356 habitants)
- 13 sièges à pourvoir au conseil communautaire (CC de la Gascogne Toulousaine)

| Tête de liste  | Tête de liste     | Liste          | Premier tour | Premier tour | Second tour | Second tour | Sièges | Sièges |
| Tête de liste  | Tête de liste     | Liste          | Voix         | %            | Voix        | %           | CM     | CC     |
| -------------- | ----------------- | -------------- | ------------ | ------------ | ----------- | ----------- | ------ | ------ |
|                | Francis Idrac     | PS-PCF-EELV    | 1 685        | 48,04        | 1 959       | 53,68       | 23     | 10     |
|                | Jean-Hubert Rougé | DVD            | 1 386        | 39,52        | 1 690       | 46,31       | 6      | 3      |
|                | Jean-Luc Davezac  | DVG - Bastir ! | 436          | 12,43        |             |             |        |        |
|                |                   |                |              |              |             |             |        |        |
| Inscrits       | Inscrits          | Inscrits       | 5 598        | 100,00       | 5 602       | 100,00      |        |        |
| Abstentions    | Abstentions       | Abstentions    | 1 899        | 33,92        | 1 770       | 31,60       |        |        |
| Votants        | Votants           | Votants        | 3 699        | 66,08        | 3 832       | 68,40       |        |        |
| Blancs et nuls | Blancs et nuls    | Blancs et nuls | 192          | 5,19         | 183         | 4,78        |        |        |
| Exprimés       | Exprimés          | Exprimés       | 3 507        | 94,81        | 3 649       | 95,22       |        |        |

### Le Houga
- Maire sortant : Pierre Guichanné
- 15 sièges à pourvoir au conseil municipal (population légale 2011 : 1 182 habitants)
- 5 sièges à pourvoir au conseil communautaire (CC du Bas-Armagnac)

|                | Patricia Feuillet-Galabert | PS             | 389 | 56,87  | 12 | 4 |  |  |
|                | Bernard Ménacq             | DVD            | 295 | 43,12  | 3  | 1 |  |  |
|                |                            |                |     |        |    |   |  |  |
| Inscrits       | Inscrits                   | Inscrits       | 901 | 100,00 |    |   |  |  |
| Abstentions    | Abstentions                | Abstentions    | 177 | 19,64  |    |   |  |  |
| Votants        | Votants                    | Votants        | 724 | 80,36  |    |   |  |  |
| Blancs et nuls | Blancs et nuls             | Blancs et nuls | 40  | 5,52   |    |   |  |  |
| Exprimés       | Exprimés                   | Exprimés       | 684 | 94,48  |    |   |  |  |

### Lectoure
- Maire sortant : Gérard Duclos (PS)
- 27 sièges à pourvoir au conseil municipal (population légale 2011 : 3 776 habitants)
- 12 sièges à pourvoir au conseil communautaire (CC de la Lomagne gersoise)

|                          | Gérard Duclos * | PS             | 965   | 57,95  | 22 | 10 |  |  |
|                          | Sylvie Colas    | DVG            | 700   | 42,04  | 5  | 2  |  |  |
|                          |                 |                |       |        |    |    |  |  |
| Inscrits                 | Inscrits        | Inscrits       | 2 805 | 100,00 |    |    |  |  |
| Abstentions              | Abstentions     | Abstentions    | 890   | 31,73  |    |    |  |  |
| Votants                  | Votants         | Votants        | 1 915 | 68,27  |    |    |  |  |
| Blancs et nuls           | Blancs et nuls  | Blancs et nuls | 250   | 13,05  |    |    |  |  |
| Exprimés                 | Exprimés        | Exprimés       | 1 665 | 86,95  |    |    |  |  |
| * Liste du maire sortant |                 |                |       |        |    |    |  |  |

### Lombez
- Maire sortant : Jean Loubon
- 19 sièges à pourvoir au conseil municipal (population légale 2011 : 1 966 habitants)
- 6 sièges à pourvoir au conseil communautaire (CC du Savès)

|                          | Jean-Pierre Cot  | DVG            | 568   | 51,96  | 15 | 5 |  |  |
|                          | Jean Loubon *    | DVG            | 307   | 28,08  | 2  | 1 |  |  |
|                          | Michaël Boutines | PS             | 218   | 19,94  | 2  |   |  |  |
|                          |                  |                |       |        |    |   |  |  |
| Inscrits                 | Inscrits         | Inscrits       | 1 463 | 100,00 |    |   |  |  |
| Abstentions              | Abstentions      | Abstentions    | 332   | 22,69  |    |   |  |  |
| Votants                  | Votants          | Votants        | 1 131 | 77,31  |    |   |  |  |
| Blancs et nuls           | Blancs et nuls   | Blancs et nuls | 38    | 3,36   |    |   |  |  |
| Exprimés                 | Exprimés         | Exprimés       | 1 093 | 96,64  |    |   |  |  |
| * Liste du maire sortant |                  |                |       |        |    |   |  |  |

### Marciac
- Maire sortant : Jean-Louis Guilhaumon
- 15 sièges à pourvoir au conseil municipal (population légale 2011 : 1 241 habitants)
- 3 sièges à pourvoir au conseil communautaire (CC Bastides et Vallons du Gers)

|                          | Jean-Louis Guilhaumon * | PS             | 488 | 100,00 | 15 | 3 |  |  |
|                          |                         |                |     |        |    |   |  |  |
| Inscrits                 | Inscrits                | Inscrits       | 943 | 100,00 |    |   |  |  |
| Abstentions              | Abstentions             | Abstentions    | 303 | 32,13  |    |   |  |  |
| Votants                  | Votants                 | Votants        | 640 | 67,87  |    |   |  |  |
| Blancs et nuls           | Blancs et nuls          | Blancs et nuls | 152 | 23,75  |    |   |  |  |
| Exprimés                 | Exprimés                | Exprimés       | 488 | 76,25  |    |   |  |  |
| * Liste du maire sortant |                         |                |     |        |    |   |  |  |

### Masseube
- Maire sortant : Jean-Pierre Bru
- 19 sièges à pourvoir au conseil municipal (population légale 2011 : 1 600 habitants)
- 6 sièges à pourvoir au conseil communautaire (CC du Val de Gers)

|                          | Jean-Pierre Bru * | PS             | 544   | 66,66  | 16 | 5 |  |  |
|                          | Claude Daries     | DVD            | 272   | 33,33  | 3  | 1 |  |  |
|                          |                   |                |       |        |    |   |  |  |
| Inscrits                 | Inscrits          | Inscrits       | 1 088 | 100,00 |    |   |  |  |
| Abstentions              | Abstentions       | Abstentions    | 220   | 20,22  |    |   |  |  |
| Votants                  | Votants           | Votants        | 868   | 79,78  |    |   |  |  |
| Blancs et nuls           | Blancs et nuls    | Blancs et nuls | 52    | 5,99   |    |   |  |  |
| Exprimés                 | Exprimés          | Exprimés       | 816   | 94,01  |    |   |  |  |
| * Liste du maire sortant |                   |                |       |        |    |   |  |  |

### Mauvezin
- Maire sortant : Yvon Montané
- 19 sièges à pourvoir au conseil municipal (population légale 2011 : 2 009 habitants)
- 5 sièges à pourvoir au conseil communautaire (CC Bastides de Lomagne)

|                | Gérard Marcet  | PCF            | 716   | 63,81  | 16 | 4 |  |  |
|                | Alain Baque    | PS             | 406   | 36,18  | 3  | 1 |  |  |
|                |                |                |       |        |    |   |  |  |
| Inscrits       | Inscrits       | Inscrits       | 1 578 | 100,00 |    |   |  |  |
| Abstentions    | Abstentions    | Abstentions    | 322   | 20,41  |    |   |  |  |
| Votants        | Votants        | Votants        | 1 256 | 79,59  |    |   |  |  |
| Blancs et nuls | Blancs et nuls | Blancs et nuls | 134   | 10,67  |    |   |  |  |
| Exprimés       | Exprimés       | Exprimés       | 1 122 | 89,33  |    |   |  |  |

### Miélan
- Maire sortant : Jacques Bernès-Lasserre
- 15 sièges à pourvoir au conseil municipal (population légale 2011 : 1 213 habitants)
- 5 sièges à pourvoir au conseil communautaire (CC Cœur d'Astarac en Gascogne)

|                | Jean-Loup Arenou | SE             | 426 | 100,00 | 15 | 5 |  |  |
|                |                  |                |     |        |    |   |  |  |
| Inscrits       | Inscrits         | Inscrits       | 947 | 100,00 |    |   |  |  |
| Abstentions    | Abstentions      | Abstentions    | 312 | 32,95  |    |   |  |  |
| Votants        | Votants          | Votants        | 635 | 67,05  |    |   |  |  |
| Blancs et nuls | Blancs et nuls   | Blancs et nuls | 209 | 32,91  |    |   |  |  |
| Exprimés       | Exprimés         | Exprimés       | 426 | 67,09  |    |   |  |  |

### Mirande
- Maire sortant : Pierre Beaudran
- 27 sièges à pourvoir au conseil municipal (population légale 2011 : 3 667 habitants)
- 15 sièges à pourvoir au conseil communautaire (CC Cœur d'Astarac en Gascogne)

|                          | Pierre Beaudran * | UMP            | 932   | 51,43  | 21 | 12 |  |  |
|                          | Pierre Wiart      | DVG            | 495   | 27,31  | 3  | 2  |  |  |
|                          | Michel Chantal    | DVG            | 385   | 21,24  | 3  | 1  |  |  |
|                          |                   |                |       |        |    |    |  |  |
| Inscrits                 | Inscrits          | Inscrits       | 2 380 | 100,00 |    |    |  |  |
| Abstentions              | Abstentions       | Abstentions    | 485   | 20,38  |    |    |  |  |
| Votants                  | Votants           | Votants        | 1 895 | 79,62  |    |    |  |  |
| Blancs et nuls           | Blancs et nuls    | Blancs et nuls | 83    | 4,38   |    |    |  |  |
| Exprimés                 | Exprimés          | Exprimés       | 1 812 | 95,62  |    |    |  |  |
| * Liste du maire sortant |                   |                |       |        |    |    |  |  |

### Montréal
- Maire sortant : Gérard Bezerra
- 15 sièges à pourvoir au conseil municipal (population légale 2011 : 1 211 habitants)
- 3 sièges à pourvoir au conseil communautaire (CC de la Ténarèze)

|                          | Gérard Bezerra * | UMP            | 457 | 65,66  | 13 | 2 |  |  |
|                          | Nicolas Labeyrie | PS             | 239 | 34,33  | 2  | 1 |  |  |
|                          |                  |                |     |        |    |   |  |  |
| Inscrits                 | Inscrits         | Inscrits       | 904 | 100,00 |    |   |  |  |
| Abstentions              | Abstentions      | Abstentions    | 163 | 18,03  |    |   |  |  |
| Votants                  | Votants          | Votants        | 741 | 81,97  |    |   |  |  |
| Blancs et nuls           | Blancs et nuls   | Blancs et nuls | 45  | 6,07   |    |   |  |  |
| Exprimés                 | Exprimés         | Exprimés       | 696 | 93,93  |    |   |  |  |
| * Liste du maire sortant |                  |                |     |        |    |   |  |  |

### Nogaro
- Maire sortant : Christian Peyret
- 19 sièges à pourvoir au conseil municipal (population légale 2011 : 1 985 habitants)
- 9 sièges à pourvoir au conseil communautaire (CC du Bas-Armagnac)

|                          | Christian Peyret * | PS-PCF-EELV    | 593   | 65,38  | 16 | 8 |  |  |
|                          | Bernard Hamel      | DVD            | 314   | 34,61  | 3  | 1 |  |  |
|                          |                    |                |       |        |    |   |  |  |
| Inscrits                 | Inscrits           | Inscrits       | 1 364 | 100,00 |    |   |  |  |
| Abstentions              | Abstentions        | Abstentions    | 392   | 28,74  |    |   |  |  |
| Votants                  | Votants            | Votants        | 972   | 71,26  |    |   |  |  |
| Blancs et nuls           | Blancs et nuls     | Blancs et nuls | 65    | 6,69   |    |   |  |  |
| Exprimés                 | Exprimés           | Exprimés       | 907   | 93,31  |    |   |  |  |
| * Liste du maire sortant |                    |                |       |        |    |   |  |  |

### Pavie
- Maire sortant : Jean Gaillard
- 19 sièges à pourvoir au conseil municipal (population légale 2011 : 2 402 habitants)
- 6 sièges à pourvoir au conseil communautaire (CA Grand Auch Cœur de Gascogne)

|                          | Jean Gaillard * | PS-PCF-EELV    | 789   | 55,95  | 15 | 5 |  |  |
|                          | Patrick Naud    | DVG            | 621   | 44,04  | 4  | 1 |  |  |
|                          |                 |                |       |        |    |   |  |  |
| Inscrits                 | Inscrits        | Inscrits       | 2 059 | 100,00 |    |   |  |  |
| Abstentions              | Abstentions     | Abstentions    | 552   | 26,81  |    |   |  |  |
| Votants                  | Votants         | Votants        | 1 507 | 73,19  |    |   |  |  |
| Blancs et nuls           | Blancs et nuls  | Blancs et nuls | 97    | 6,44   |    |   |  |  |
| Exprimés                 | Exprimés        | Exprimés       | 1 410 | 93,56  |    |   |  |  |
| * Liste du maire sortant |                 |                |       |        |    |   |  |  |

### Plaisance
- Maire sortant : Régis Soubabère
- 15 sièges à pourvoir au conseil municipal (population légale 2011 : 1 466 habitants)
- 3 sièges à pourvoir au conseil communautaire (CC Bastides et Vallons du Gers)

|                          | Régis Soubabère * | DVD            | 435   | 57,08  | 12 | 2 |  |  |
|                          | Simone Broustet   | DVG            | 327   | 42,91  | 3  | 1 |  |  |
|                          |                   |                |       |        |    |   |  |  |
| Inscrits                 | Inscrits          | Inscrits       | 1 183 | 100,00 |    |   |  |  |
| Abstentions              | Abstentions       | Abstentions    | 269   | 22,74  |    |   |  |  |
| Votants                  | Votants           | Votants        | 914   | 77,26  |    |   |  |  |
| Blancs et nuls           | Blancs et nuls    | Blancs et nuls | 152   | 16,63  |    |   |  |  |
| Exprimés                 | Exprimés          | Exprimés       | 762   | 83,37  |    |   |  |  |
| * Liste du maire sortant |                   |                |       |        |    |   |  |  |

### Preignan
- Maire sortant : Pascal Mercier
- 15 sièges à pourvoir au conseil municipal (population légale 2011 : 1 237 habitants)
- 3 sièges à pourvoir au conseil communautaire (CA Grand Auch Cœur de Gascogne)

|                          | Pascal Mercier * | PS             | 509 | 100,00 | 15 | 3 |  |  |
|                          |                  |                |     |        |    |   |  |  |
| Inscrits                 | Inscrits         | Inscrits       | 853 | 100,00 |    |   |  |  |
| Abstentions              | Abstentions      | Abstentions    | 243 | 28,49  |    |   |  |  |
| Votants                  | Votants          | Votants        | 610 | 71,51  |    |   |  |  |
| Blancs et nuls           | Blancs et nuls   | Blancs et nuls | 101 | 16,56  |    |   |  |  |
| Exprimés                 | Exprimés         | Exprimés       | 509 | 83,44  |    |   |  |  |
| * Liste du maire sortant |                  |                |     |        |    |   |  |  |

### Pujaudran
- Maire sortant : Roger Heiniger
- 15 sièges à pourvoir au conseil municipal (population légale 2011 : 1 369 habitants)
- 2 sièges à pourvoir au conseil communautaire (CC de la Gascogne Toulousaine)

| Tête de liste            | Tête de liste    | Liste          | Premier tour | Premier tour | Second tour | Second tour | Sièges | Sièges |
| Tête de liste            | Tête de liste    | Liste          | Voix         | %            | Voix        | %           | CM     | CC     |
| ------------------------ | ---------------- | -------------- | ------------ | ------------ | ----------- | ----------- | ------ | ------ |
|                          | Roger Heiniger * | DVG            | 399          | 49,50        | 420         | 52,17       | 12     | 2      |
|                          | René Périn       | DVG            | 209          | 25,93        | 194         | 24,09       | 2      |        |
|                          | Muriel Abadie    | DVG            | 198          | 24,56        | 191         | 23,72       | 1      |        |
|                          |                  |                |              |              |             |             |        |        |
| Inscrits                 | Inscrits         | Inscrits       | 1 084        | 100,00       | 1 084       | 100,00      |        |        |
| Abstentions              | Abstentions      | Abstentions    | 258          | 23,80        | 264         | 24,35       |        |        |
| Votants                  | Votants          | Votants        | 826          | 76,20        | 820         | 75,65       |        |        |
| Blancs et nuls           | Blancs et nuls   | Blancs et nuls | 20           | 2,42         | 15          | 1,83        |        |        |
| Exprimés                 | Exprimés         | Exprimés       | 806          | 97,58        | 805         | 98,17       |        |        |
| * Liste du maire sortant |                  |                |              |              |             |             |        |        |

### Riscle
- Maire sortant : Guy Darrieux
- 19 sièges à pourvoir au conseil municipal (population légale 2011 : 1 719 habitants)
- 7 sièges à pourvoir au conseil communautaire (CC Armagnac Adour)

|                          | Christophe Terrain | DVD            | 620   | 63,58  | 16 | 6 |  |  |
|                          | Guy Darrieux *     | PS             | 355   | 36,41  | 3  | 1 |  |  |
|                          |                    |                |       |        |    |   |  |  |
| Inscrits                 | Inscrits           | Inscrits       | 1 209 | 100,00 |    |   |  |  |
| Abstentions              | Abstentions        | Abstentions    | 202   | 16,71  |    |   |  |  |
| Votants                  | Votants            | Votants        | 1 007 | 83,29  |    |   |  |  |
| Blancs et nuls           | Blancs et nuls     | Blancs et nuls | 32    | 3,18   |    |   |  |  |
| Exprimés                 | Exprimés           | Exprimés       | 975   | 96,82  |    |   |  |  |
| * Liste du maire sortant |                    |                |       |        |    |   |  |  |

### Saint-Clar
- Maire sortant : David Taupiac
- 15 sièges à pourvoir au conseil municipal (population légale 2011 : 1 006 habitants)
- 3 sièges à pourvoir au conseil communautaire (CC Bastides de Lomagne)

|                          | David Taupiac * | PS             | 374 | 100,00 | 15 | 3 |  |  |
|                          |                 |                |     |        |    |   |  |  |
| Inscrits                 | Inscrits        | Inscrits       | 730 | 100,00 |    |   |  |  |
| Abstentions              | Abstentions     | Abstentions    | 170 | 23,29  |    |   |  |  |
| Votants                  | Votants         | Votants        | 560 | 76,71  |    |   |  |  |
| Blancs et nuls           | Blancs et nuls  | Blancs et nuls | 186 | 33,21  |    |   |  |  |
| Exprimés                 | Exprimés        | Exprimés       | 374 | 66,79  |    |   |  |  |
| * Liste du maire sortant |                 |                |     |        |    |   |  |  |

### Samatan
- Maire sortant : Pierre Chaze
- 19 sièges à pourvoir au conseil municipal (population légale 2011 : 2 350 habitants)
- 8 sièges à pourvoir au conseil communautaire (CC du Savès)

|                | Hervé Lefebvre | DVG            | 799   | 56,82  | 15 | 6 |  |  |
|                | Jacques Facca  | DVG            | 607   | 43,17  | 4  | 2 |  |  |
|                |                |                |       |        |    |   |  |  |
| Inscrits       | Inscrits       | Inscrits       | 1 801 | 100,00 |    |   |  |  |
| Abstentions    | Abstentions    | Abstentions    | 324   | 17,99  |    |   |  |  |
| Votants        | Votants        | Votants        | 1 477 | 82,01  |    |   |  |  |
| Blancs et nuls | Blancs et nuls | Blancs et nuls | 71    | 4,81   |    |   |  |  |
| Exprimés       | Exprimés       | Exprimés       | 1 406 | 95,19  |    |   |  |  |

### Ségoufielle
- Maire sortant : Alain Lobry
- 15 sièges à pourvoir au conseil municipal (population légale 2011 : 1 011 habitants)
- 2 sièges à pourvoir au conseil communautaire (CC de la Gascogne Toulousaine)

|                          | Georges Belou  | DVD            | 272 | 52,30  | 12 | 2 |  |  |
|                          | Alain Lobry *  | MoDem          | 248 | 47,69  | 3  |   |  |  |
|                          |                |                |     |        |    |   |  |  |
| Inscrits                 | Inscrits       | Inscrits       | 697 | 100,00 |    |   |  |  |
| Abstentions              | Abstentions    | Abstentions    | 150 | 21,52  |    |   |  |  |
| Votants                  | Votants        | Votants        | 547 | 78,48  |    |   |  |  |
| Blancs et nuls           | Blancs et nuls | Blancs et nuls | 27  | 4,94   |    |   |  |  |
| Exprimés                 | Exprimés       | Exprimés       | 520 | 95,06  |    |   |  |  |
| * Liste du maire sortant |                |                |     |        |    |   |  |  |

### Seissan
- Maire sortant : François Rivière
- 15 sièges à pourvoir au conseil municipal (population légale 2011 : 1 082 habitants)
- 4 sièges à pourvoir au conseil communautaire (CC du Val de Gers)

|                          | François Rivière * | UDI            | 455 | 100,00 | 15 | 4 |  |  |
|                          |                    |                |     |        |    |   |  |  |
| Inscrits                 | Inscrits           | Inscrits       | 870 | 100,00 |    |   |  |  |
| Abstentions              | Abstentions        | Abstentions    | 269 | 30,92  |    |   |  |  |
| Votants                  | Votants            | Votants        | 601 | 69,08  |    |   |  |  |
| Blancs et nuls           | Blancs et nuls     | Blancs et nuls | 146 | 24,29  |    |   |  |  |
| Exprimés                 | Exprimés           | Exprimés       | 455 | 75,71  |    |   |  |  |
| * Liste du maire sortant |                    |                |     |        |    |   |  |  |

### Valence-sur-Baïse
- Maire sortant : Paul Caperan
- 15 sièges à pourvoir au conseil municipal (population légale 2011 : 1 160 habitants)
- 3 sièges à pourvoir au conseil communautaire (CC de la Ténarèze)

|                          | Bernard Rambour | EELV           | 439 | 60,30  | 12 | 2 |  |  |
|                          | Paul Caperan *  | PCF            | 289 | 39,69  | 3  | 1 |  |  |
|                          |                 |                |     |        |    |   |  |  |
| Inscrits                 | Inscrits        | Inscrits       | 928 | 100,00 |    |   |  |  |
| Abstentions              | Abstentions     | Abstentions    | 150 | 16,16  |    |   |  |  |
| Votants                  | Votants         | Votants        | 778 | 83,84  |    |   |  |  |
| Blancs et nuls           | Blancs et nuls  | Blancs et nuls | 50  | 6,43   |    |   |  |  |
| Exprimés                 | Exprimés        | Exprimés       | 728 | 93,57  |    |   |  |  |
| * Liste du maire sortant |                 |                |     |        |    |   |  |  |

### Vic-Fezensac
- Maire sortant : Michel Sanroma
- 27 sièges à pourvoir au conseil municipal (population légale 2011 : 3 639 habitants)
- 21 sièges à pourvoir au conseil communautaire (CC d'Artagnan en Fézensac)

|                | Michel Espie   | DVD            | 1 249 | 57,95  | 22 | 17 |  |  |
|                | Danielle Zadro | PS             | 906   | 42,04  | 5  | 4  |  |  |
|                |                |                |       |        |    |    |  |  |
| Inscrits       | Inscrits       | Inscrits       | 2 622 | 100,00 |    |    |  |  |
| Abstentions    | Abstentions    | Abstentions    | 361   | 13,77  |    |    |  |  |
| Votants        | Votants        | Votants        | 2 261 | 86,23  |    |    |  |  |
| Blancs et nuls | Blancs et nuls | Blancs et nuls | 106   | 4,69   |    |    |  |  |
| Exprimés       | Exprimés       | Exprimés       | 2 155 | 95,31  |    |    |  |  |